# Dixon (Wyoming)
Dixon é uma cidade  localizada no estado norte-americano de Wyoming, no Condado de Carbon.

## Demografia
Segundo o censo norte-americano de 2000, a sua população era de 79 habitantes.
Em 2006, foi estimada uma população de 80, um aumento de 1 (1.3%).

## Geografia
De acordo com o United States Census Bureau tem uma área de
0,4 km², dos quais 0,4 km² cobertos por terra e 0,0 km² cobertos por água. Dixon localiza-se a aproximadamente 1937 m acima do nível do mar.

## Localidades na vizinhança
O diagrama seguinte representa as localidades num raio de 68 km ao redor de Dixon.